# Al-Musta'in (califfo abbaside di Samarra)
Abu l-ʿAbbās Aḥmad b. Muḥammad al-Mustaʿīn bi-llāh (in arabo أبو العباس أحمد المستعين بالله‎?; Samarra, 836 circa – Baghdad, 17 ottobre 866) è stato un califfo arabo della dinastia abbaside.
Califfo dall'862 all'866, durante il periodo della cosiddetta "Anarchia di Samarra", fu eletto dai comandanti dell'esercito califfale tra cui Bogha il Vecchio, Bogha il Giovane (o al-Sharābī) e Utāmish. Dopo la morte, il 7 giugno dell'862, del suo predecessore, il Califfo al-Muntasir (che era suo cugino e che non aveva indicato un suo successore), i generali turchi dell'esercito tennero infatti un consiglio per nominare il nuovo Califfo, che ricevette il giuramento di fedeltà (bayʿa) dei suoi elettori e di "uomini di rango" (aṣḥāb al-marātib) il 9 giugno di quell'anno. Essi non volevano assolutamente al-Muʿtazz e neppure i suoi fratelli e così decisero d'investire del grado supremo della Umma islamica un altro nipote del grande al-Mu'tasim.
Gli Arabi e le truppe di stanza a occidente e a Baghdad, contrariati dalla scelta, attaccarono l'assemblea, aprirono le prigioni e saccheggiarono l'armeria, prima di essere a loro volta attaccati dai soldati turchi e berberi fedeli ad al-Mustaʿīn, soccombendo dopo un aspro combattimento.
Il governatore di Baghdad persuase la città a sottomettersi e la cerimonia di intronizzazione del nuovo Califfo poté proseguire, mentre il resto del Paese faceva a sua volta atto di sottomissione. Al-Muʿtazz e suo fratello, minacciati dalle truppe, rinunciarono ai loro diritti successòri, prima di prendere, per motivi di sicurezza, la via del confino.
A quella dimostrazione in loro favore, i Turchi avrebbero voluto mettere a morte entrambi, ma il vecchio vizir intercedette per loro e ne salvò le vite, subendo tuttavia l'esproprio delle sue proprietà, incamerate dai soldati turchi, seguito dal suo esilio a Creta.
Nell'863 la campagna dei musulmani contro i cristiani fu particolarmente sfortunata. L'intero corpo in Armenia e Asia Minore, qualcosa come 8.000 soldati, coi loro comandanti, fu sterminato. La notizia giunse a Baghdad e l'antica capitale invocò la guerra santa in ogni sua strada. La popolazione biasimava la scadente fede dei Turchi che avevano provocato il disastro, che avevano ucciso i loro precedenti Califfi, trascurando il loro dovere per abbandonarsi ai piaceri e al lusso.
Con grande trambusto, la città insorse. Le prigioni furono aperte e i ponti sull Tigri bruciati. Ma Baghdad non poteva dettare condizioni ai suoi governanti: poteva solo insorgere. Lo spirito "da crociata" era tuttavia forte abbastanza da richiamare uomini delle province circostanti, che accorrevano come volontari per la lotta contro gli infedeli. Ma i Turchi non si curarono affatto di queste cose, e neppure il Califfo.
Nell'864 le loro forze armate posero fine a una ribellione organizzata dall'Alide Yahya ibn 'Umar.

## L'assedio di Baghdad (865-866)
Nell'865, la fine per lo stesso al-Musta'in era ormai prossima. Dopo alcuni dissensi tra i comandanti turchi che misero in pericolo al-Musta'in, egli, con due altri comandanti turchi, Bugha al-Sharabi e Wasif, lasciò Samarra su un battello alla volta della parte orientale di Baghdad. Gli altri Turchi inviarono una parte di loro sottoposti a chiedere al Califfo di tornare a Samarra ma questi rifiutò e parole assai dure furono pronunciate tra le due parti e, nella foga dell'aspra discussione, uno dei Turchi fu colpito.
L'offesa per i Turchi fu sentita come un fatto gravissimo e, tornando a Samarra, i loro contingenti insorsero congiuntamente e, prelevando al-Mu'tazz dal suo confino, lo acclamarono con la bay'a, riconoscendolo come Califfo. In poche settimane suo fratello Abu Ahmad al-Muwaffaq, alla testa di 50.000 Turchi e 2.000 Maghāriba, assediarono Baghdad lungo tutto l'865.
All'inizio dell'866, a causa dei complotti e dei tradimenti orditi da ogni parte, al-Musta'in (che cercava di barcamenarsi tra le parti violentemente contrapposte) promise di abdicare in favore di al-Mu'tazz e si ritirò a vivere a Medina. Sottoscritti gli accordi, al-Musta'in fu raggiunto dalla madre e dalla famiglia, che avevano vissuto fino ad allora a Samarra, ma tutto il gruppo fu spogliato di ogni suo avere.
Invece di trascorrere serenamente la sua vita a Medina, al-Musta'in fu presto preso sotto custodia dai Turchi e spedito a Baghdad. Qui fu messo a morte su ordine di al-Mu'tazz.

Portando la testa spiccata dal busto di al-Musta'in al Califfo suo cugino, "Ecco la testa di tuo cugino!", gridarono i sicari. "Mettetela via" - rispose al-Mu'tazz, che stava giocando a scacchi — "finché io non abbia terminato la partita". Quindi, assicuratosi che la testa fosse proprio quella del suo predecessore e parente, assegnò come ricompensa all'esecutore del misfatto 500 monete.